# フレッド・メラメッド
フランク・メラメッド（Fred Melamed,  1956年5月13日 - ）は、アメリカ合衆国の俳優である。

## 来歴
1956年にニューヨーク市に生まれる。父親はTVプロデューサーで母親は女優兼主婦だった。ただ前述の両親は実母、実父ではなく、実母はNancy Zalaという女優、ディレクターで、父親はイギリス出身の精神分析医だった。マサチューセッツ州の大学とYale School of Dramaにて演劇を学び、舞台において活動を開始。その演技力から学生時代にも賞を獲得するほどで、その後もジョン・F・ケネディ・センターなどの由緒ある劇場で舞台を踏んだ。またブロードウェイデビューも果たし、舞台版の『アマデウス』へも出演している。
独特の声の持ち主としても知られており、その声を活かしてナレーターやアナウンサーとしても活躍。USAネットワークからCBSスポーツ、スーパーボウルなどの解説からコマーシャル、テレビ番組のナレーション等などで活動の場も広げた。また、様々な映画のキャリアもあり、近年ではコーエン兄弟によるブラックコメディ『シリアスマン』で主人公の妻の中年の不倫相手役を演じてコーエン兄弟をはじめとする他のキャストらと共にインディペンデント・スピリット賞のロバート・アルトマン賞を受賞している。ウディ・アレン監督の作品の常連俳優でもあり、同監督の作品には『ハンナとその姉妹』や『ラジオ・デイズ』などをはじめとする7作品に出演している。

### 私生活
1999年に結婚しており、現在は二児の父親でもある。

## 出演作品

### 映画
- Lovesick (1983)
- ハンナとその姉妹 Hannah and Her Sisters (1986)
- ミッション The Mission (1986)
- マンハッタン・プロジェクト The Manhattan Project (1986)
- ラジオ・デイズ Radio Days (1987)
- イシュタール Ishtar (1987)
- ピックアップ・アーティスト The Pick-up Artist (1987)
- 容疑者 Suspect (1987)
- Sticky Fingers (1988)
- 私の中のもうひとりの私 Another Woman (1988)
- 情熱の代償 The Good Mother (1988)
- ウディ・アレンの重罪と軽罪 Crimes and Misdemeanors (1989)
- ウディ・アレンの影と霧 Shadows and Fog (1991)
- 夫たち、妻たち Husbands and Wives (1992)
- さよなら、さよならハリウッド Hollywood Ending (2002)
- シリアスマン A Serious Man (2009)
- ディクテーター 身元不明でニューヨーク The Dictator (2012)
- Fred Won't Move Out (2012)
- 私にだってなれる!/夢のナレーター単願希望 In a World... (2013)
- ブレンダン・フレイザーのエリートをぶっとばせ! HairBrained (2013)
- Blumenthal (2013)
- ジェームス・ブラウン 最高の魂を持つ男 Get on Up (2014)
- おとなのワケあり恋愛講座 Some Kind of Beautiful (2014)
- ヘイル、シーザー! Hail, Caesar! (2016)
- パッセンジャー Passengers (2016) ※ 声の出演
- デンジャラス・プリズン 牢獄の処刑人 Brawl in Cell Block 99 (2017)
- バッド・スパイ The Spy Who Dumped Me (2018)
- ブルータル・ジャスティス Dragged Across Concrete (2018)
- Mr.&Ms.スティーラー Lying and Stealing (2019)
- モンスターズ・リーグ Rumble (2021) ※ 声の出演

### テレビドラマ
- ワン・ライフ・トゥ・リヴ One Life to Live (1968)
- Another World (1989)
- The Wonder Pets (2006)
- ロー&オーダー Law & Order (2010)
- LAW & ORDER:性犯罪特捜班 Law & Order: Special Victims Unit (2010)
- Angry Old Man & Gay Teenage Runaway (2011)
- ラリーのミッドライフ★クライシス Curb Your Enthusiasm (2011)
- グッド・ワイフ The Good Wife (2011)
- 30 ROCK/サーティー・ロック 30 Rock (2012)
- クレイジーワン ぶっ飛び広告代理店 The Crazy Ones (2013, 2014)
- カジュアル/CASUAL Casual (2015 - 2018)
- New Girl / ダサかわ女子と三銃士 New Girl (2016)
- ブルックリン・ナイン-ナイン Brooklyn Nine-Nine (2016, 2017)
- レディー ・ダイナマイト Lady Dynamite (2016 - 2017)
- ファーゴ Fargo (2017)
- ワンダヴィジョン WandaVision (2020)
- バリー (2022)

### ナレーション/アナウンサー
- The NFL Today (1975)
- USA Up All Night (1989)
- America Tonight (1990)
- Silk Stalkings (1991 - 1993)
- レイト・ショー・ウィズ・デイヴィッド・レターマン Late Show with David Letterman (1993)
- The 1998 US Open Tennis Championships (1998)
- Biography (1998)

### テレビアニメ
- おくびょうなカーレッジくん Courage the Cowardly Dog (2000, 2001)
- アドベンチャー・タイム Adventure Time with Finn & Jake (2017 - 2018)
- サマー・キャンプ・アイランド Summer Camp Island (2018)

### ビデオゲーム
- The Multipath Adventures of Superman (1999)
- グランド・セフト・オート・サンアンドレアス (2004)
- グランド・セフト・オートV (2013)
- Diablo III: Reaper of Souls (2014)